# Мілешть (Вилча)
Мілешть, Мілешті (рум. Milești) — село у повіті Вилча в Румунії. Входить до складу комуни Феурешть.
Село розташоване на відстані 167 км на захід від Бухареста, 65 км на південний захід від Римніку-Вилчі, 31 км на північний схід від Крайови.

## Населення
За даними перепису населення 2002 року у селі проживали 430 осіб, усі — румуни. Усі жителі села рідною мовою назвали румунську.